# شورولت سی/کی

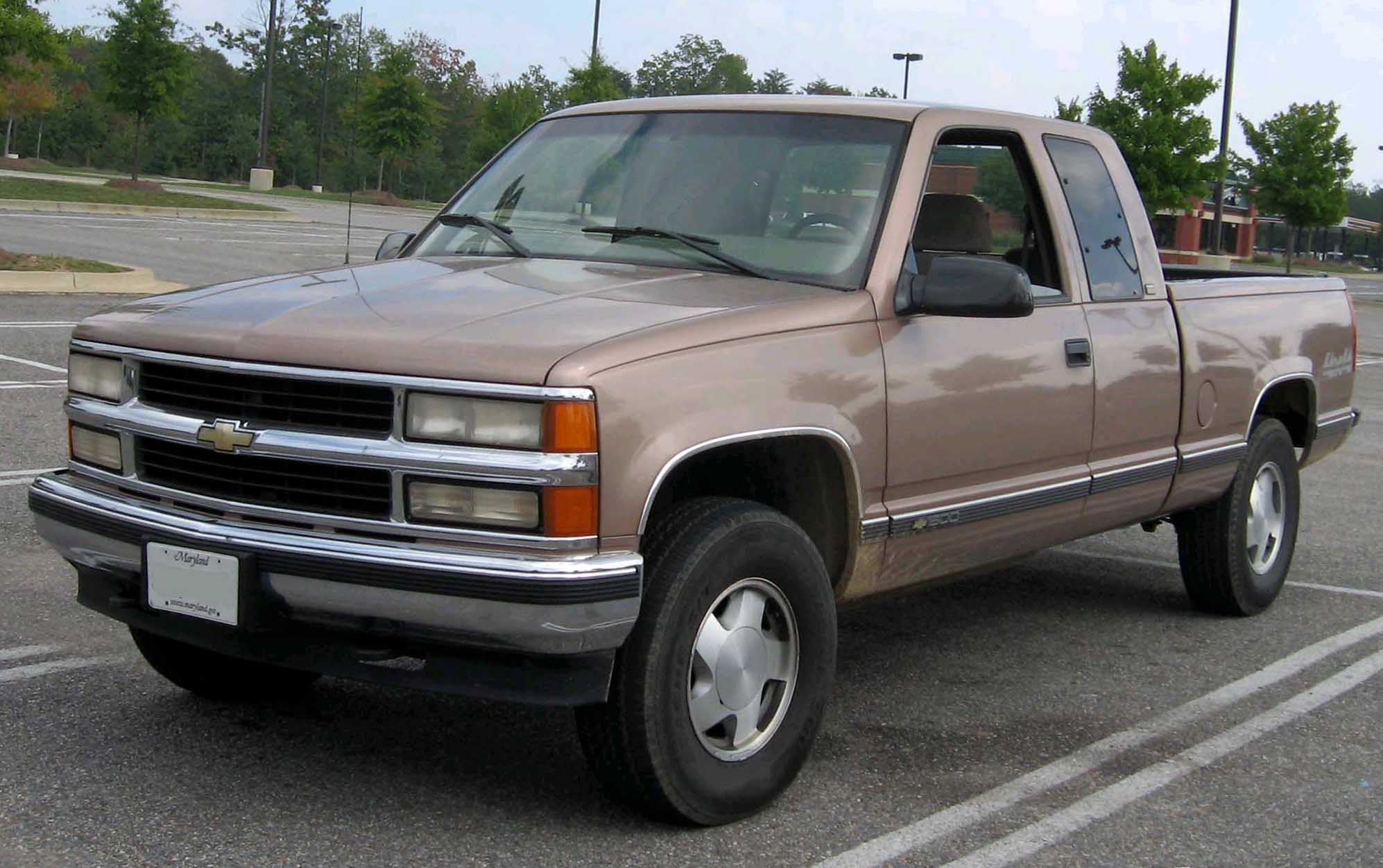

شورلت سی/کا (به انگلیسی: Chevrolet C/K) خودرویی است که در سال‌های ۱۹۶۰ تا ۱۹۹۹ در ایالات متحده آمریکا، در سال‌های ۱۹۶۵ تا ۱۹۹۹ در کانادا، در سال‌های ۱۹۶۴ تا ۲۰۰۱ در برزیل، در سال‌های ۱۹۷۵ تا ۱۹۸۲ در شیلی و در سال‌های ۱۹۶۰ تا ۱۹۷۸ و ۱۹۸۶ تا ۱۹۹۴ در آرژانتین تولید شده‌است. طراحی آن موتور جلو-چهار چرخ محرک بوده است.

## نگارخانه

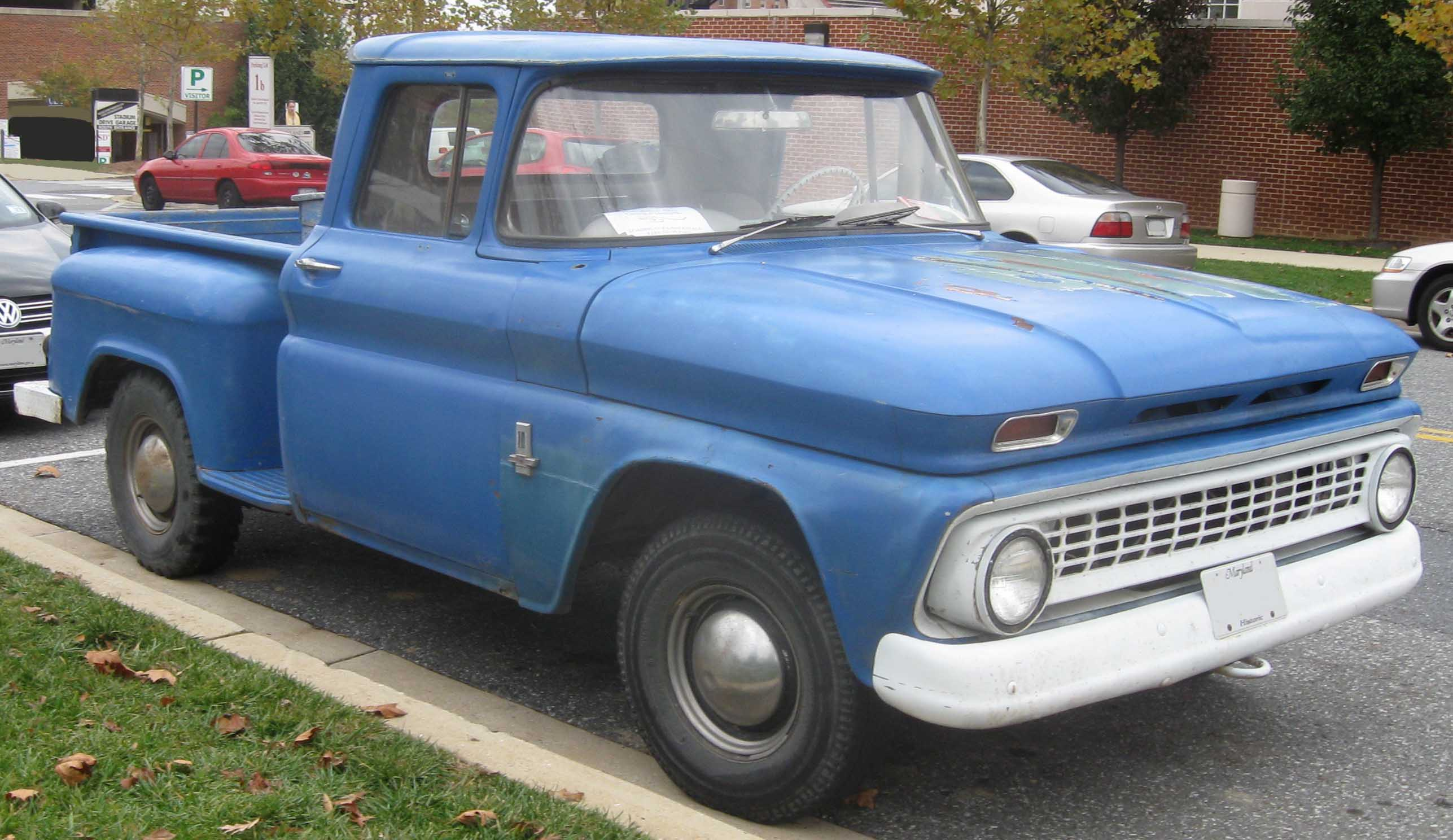
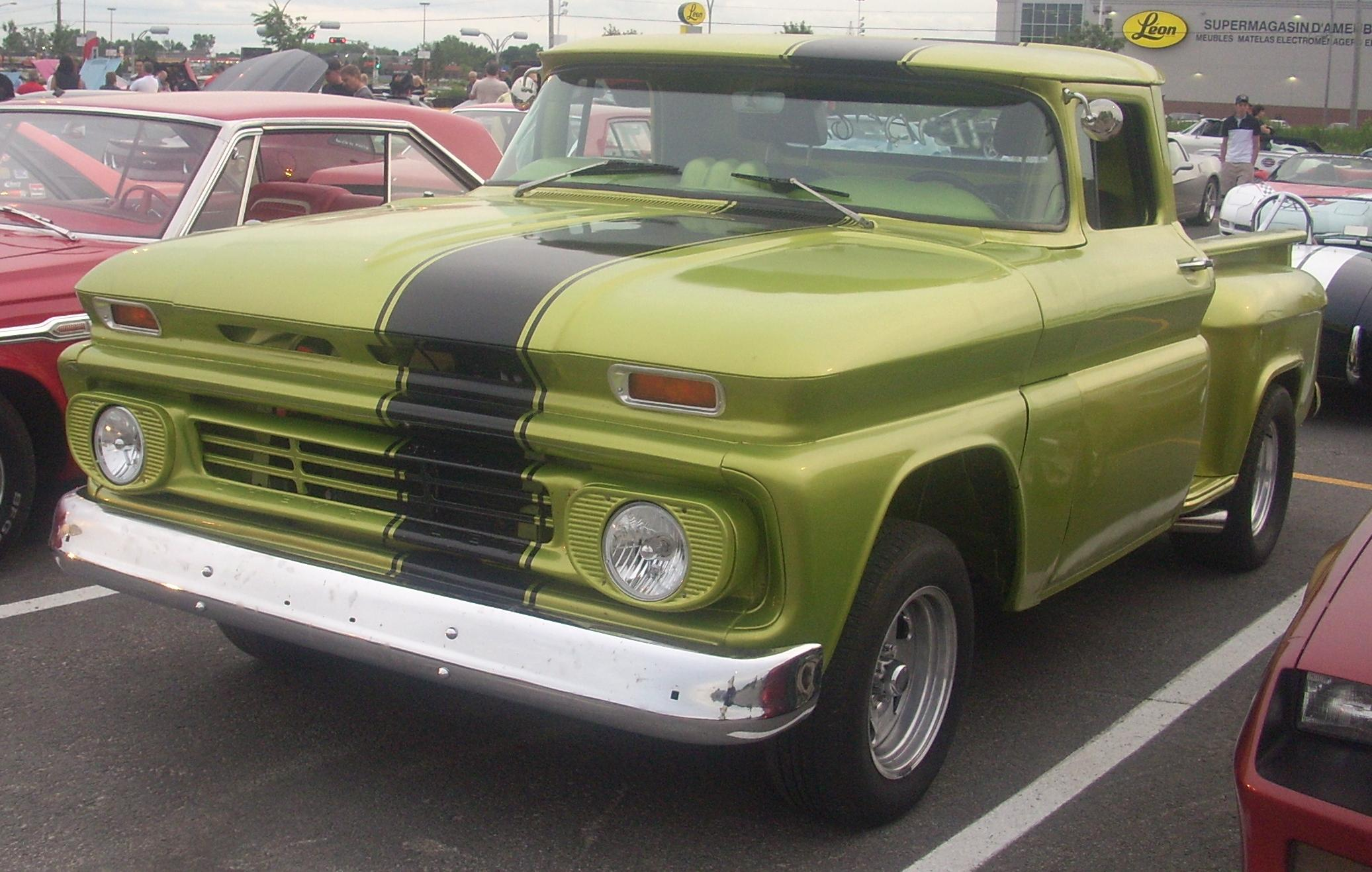